# قائمة وزراء الدفاع (مصر)
تغير مسمى وزير الدفاع في مصر عدة مرات ما بين (ناظر الجهادية، ناظر الجهادية والبحرية، وزير الحربية والبحرية، وزير الدفاع الوطني، وزير الحربية، وزير الحربية والإنتاج الحربي، وزير الدفاع) حتى وصل إلى مسماه الحالي «وزير الدفاع والإنتاج الحربي».:303:323
بعد اغتيال السير لي ستاك سرادار الجيش المصري (القائد العام) في 19 نوفمبر 1924 لم يعين خليفة له في هذا المنصب لسببين الأول ما لاقاه تعيين ضابط إنجليزي في منصب القائد العام للجيش المصري من تنديد في الشارع المصري ومن زعماء الحركة الوطنية وصل إلى اغتيال السردار نفسه ولم تكن إنجلترا على استعداد لتكرار فقد أحد كبار ضباطها مرة أخرى. والسبب الثاني أنه لم يصبح هناك داع لأن يجتمع منصبي الحاكم العام للسودان وسردار الجيش المصري في شخص واحد كما كان معهوداً بعد أن انسحب الجيش المصري من السودان تحت الضغط البريطاني الذي أراد الاستئثار بالسودان، فصدر أمر ملكي في 5 ديسمبر 1924 بتعيين السير جفري آرشر حاكماً عاماً للسودان دون تعيينه سرداراً للجيش المصري. وقد قضت السياسة البريطانية في تلك الحقبة بتعيين مفتشاً عاماً للجنود المصرية كان بمثابة سردار ثان للجيش في مصر ما دام السردار موجوداً في السودان وشغل هذا المنصب في ذلك الحين اللواء سبنكس باشا الذي تلقى من نائب السردار في السودان اختصاصاته في يناير 1925. وقد حاولت الحكومة المصرية برئاسة زيور باشا تعيين سردار مصري للجيش بعد إنشاء قوة الدفاع السودانية في 17 يناير 1925 واقتصار الجيش المصري على العناصر المصرية فقط وإقامته داخل حدود القطر المصري فقط إلا أن تلك المحاولة باءت بالفشل فاستقر الرأي بموجب المرسوم الملكي الصادر في 21 يناير 1925 على تشكيل «مجلس الجيش» لكي يعاون وزير الحربية بآرائه وملحوظاته الفنية و«لجنة الضباط» لإبداء الرأي فيما يتعلق بأحوال خدمة الضباط، على أن يشكل «مجلس الجيش» من: وزير الحربية (رئيساً) - وكيل وزارة الحربية - سردار الجيش - المفتش العام للجنود - المدير العام لمصلحة أقسام الحدود - بالإضافة إلى أربعة من كبار الضباط المتقاعدين، أما بالنسبة «للجنة الضباط» فتشكل من: وكيل وزارة الحربية - سردار الجيش - المفتش العام للجنود. فأصبح المفتش العام الإنجليزي بحكم عضويته في المجلس واللجنة واستمرار منصب السردار شاغراً هو المهيمن على أمور الجيش المصري:201:209:228:262:263

## دليل ألوان
- نظارة البحرية ومفتش الفاوريقات والوابورات
- نظارة البحرية
- نظارة الوابورات والبحرية
- نظارة الجهادية
- نظارة الجهادية والبحرية
- نظارة الحربية والبحرية
- وزارة الحربية والبحرية
- وزارة الدفاع الوطني
- وزارة الحربية
- وزارة الحربية والإنتاج الحربي
- وزارة الدفاع والإنتاج الحربي

## القائمة
| الترتيب | الناظر / الوزير                                                      | السردار / القائد العام                                                                   | اسم الوزارة                                                                                | الفترات (طبقاً لتشكيل الوزارة)                                                        | النظارة / الوزارة                                   | رئيس مجلس النظار / الوزراء      |
| ------- | -------------------------------------------------------------------- | ---------------------------------------------------------------------------------------- | ------------------------------------------------------------------------------------------ | ------------------------------------------------------------------------------------ | --------------------------------------------------- | ------------------------------- |
| 1       | عبد اللطيف باشا :277:279                                             |                                                                                          |                                                                                            | يناير 1864 - أكتوبر 1864                                                             | قبل إنشاء النظام النظاري في مصر                     | قبل إنشاء النظام النظاري في مصر |
| 1 (2)   | عبد اللطيف باشا :277:279                                             |                                                                                          |                                                                                            | أكتوبر 1864 - أكتوبر 1865                                                            | قبل إنشاء النظام النظاري في مصر                     | قبل إنشاء النظام النظاري في مصر |
| 2       | أحمد نوري باشا :277:279                                              |                                                                                          |                                                                                            | أكتوبر 1865 - يونيو 1866                                                             | قبل إنشاء النظام النظاري في مصر                     | قبل إنشاء النظام النظاري في مصر |
| 1 (3)   | عبد اللطيف باشا :277:279                                             |                                                                                          |                                                                                            | يونيو 1866 - أكتوبر 1868                                                             | قبل إنشاء النظام النظاري في مصر                     | قبل إنشاء النظام النظاري في مصر |
| 3       | شاهين باشا :277:279                                                  | شاهين باشا :277:279                                                                      |                                                                                            | نوفمبر 1867 - أكتوبر 1868                                                            | قبل إنشاء النظام النظاري في مصر                     | قبل إنشاء النظام النظاري في مصر |
| 3 (2)   | شاهين باشا :277:279                                                  | شاهين باشا :277:279                                                                      |                                                                                            | أكتوبر 1868 - ديسمبر 1870                                                            | قبل إنشاء النظام النظاري في مصر                     | قبل إنشاء النظام النظاري في مصر |
| 4       | قاسم رسمي باشا :277:279                                              |                                                                                          |                                                                                            | ديسمبر 1870 - أكتوبر 1873                                                            | قبل إنشاء النظام النظاري في مصر                     | قبل إنشاء النظام النظاري في مصر |
| 5       | حسين كامل باشا :277:279                                              |                                                                                          |                                                                                            | أكتوبر 1873 - أبريل 1875                                                             | قبل إنشاء النظام النظاري في مصر                     | قبل إنشاء النظام النظاري في مصر |
| 5 (2)   | حسين كامل باشا :277:279                                              |                                                                                          |                                                                                            | أبريل 1875 - سبتمبر 1875                                                             | قبل إنشاء النظام النظاري في مصر                     | قبل إنشاء النظام النظاري في مصر |
| 5 (2)   | حسين كامل باشا :277:279                                              | سبتمبر 1876 - نوفمبر 1876                                                                |                                                                                            |                                                                                      | قبل إنشاء النظام النظاري في مصر                     | قبل إنشاء النظام النظاري في مصر |
| 6       | الأمير حسن باشا :277:279                                             |                                                                                          |                                                                                            | نوفمبر 1876 - أغسطس 1878                                                             | قبل إنشاء النظام النظاري في مصر                     | قبل إنشاء النظام النظاري في مصر |
| 7       | محمد راتب باشا :305:55:60                                            |                                                                                          | ناظر الجهادية                                                                              | من: 28 أغسطس 1878 حتى: 23 فبراير 1879                                                | نظارة نوبار باشا الأولى                             | نوبار باشا                      |
| 8       | حسن أفلاطون باشا :305:61:65                                          |                                                                                          | ناظر الجهادية والبحرية                                                                     | من: 10 مارس 1879 حتى: 7 أبريل 1879                                                   | نظارة محمد توفيق باشا الأولى                        | الأمير محمد توفيق باشا          |
| 3 (3)   | شاهين باشا :306:66:69                                                |                                                                                          | ناظر الجهادية                                                                              | من: 7 أبريل 1879 حتى: 5 يوليو 1879                                                   | نظارة محمد شريف باشا الأولى                         | محمد شريف باشا                  |
| 9       | علي غالب باشا :306:74:77                                             |                                                                                          | ناظر الجهادية                                                                              | من: 5 يوليو 1879 حتى: 18 أغسطس 1879                                                  | نظارة محمد شريف باشا الثانية                        | محمد شريف باشا                  |
| 10      | علي رفقي باشا :306:78:80                                             |                                                                                          | ناظر الجهادية والبحرية                                                                     | من: 18 أغسطس 1879 حتى: 21 سبتمبر 1879                                                | نظارة محمد توفيق باشا الثانية                       | الخديوي توفيق                   |
| 11      | عثمان رفقي باشا :306:82:92                                           |                                                                                          | ناظر الجهادية والبحرية                                                                     | من: 21 سبتمبر 1879 حتى: فبراير 1881                                                  | نظارة مصطفى رياض باشا الأولى                        | مصطفى رياض باشا                 |
| 12      | محمود سامي البارودي باشا :306:90                                     |                                                                                          | ناظر الجهادية والبحرية                                                                     | من: فبراير 1881 حتى: أغسطس 1881                                                      | نظارة مصطفى رياض باشا الأولى                        | مصطفى رياض باشا                 |
| 13      | داوود فتحي باشا :306:91:92                                           |                                                                                          | ناظر الجهادية والبحرية                                                                     | من: أغسطس 1881 حتى: 10 سبتمبر 1881                                                   | نظارة مصطفى رياض باشا الأولى                        | مصطفى رياض باشا                 |
| 12 (2)  | محمود سامي البارودي باشا :307:92:97                                  |                                                                                          | ناظر الجهادية والبحرية                                                                     | من: 14 سبتمبر 1881 حتى: 4 فبراير 1882                                                | نظارة محمد شريف باشا الثالثة                        | محمد شريف باشا                  |
| 14      | أحمد عرابي باشا :307:97:111                                          |                                                                                          | ناظر الجهادية والبحرية                                                                     | من: 4 فبراير 1882 حتى: 20 يوليو 1882                                                 | نظارة محمود سامي البارودي باشا                      | محمود سامي البارودي باشا        |
| 14      | أحمد عرابي باشا :307:97:111                                          |                                                                                          | ناظر الجهادية والبحرية                                                                     | من: 4 فبراير 1882 حتى: 20 يوليو 1882                                                 | نظارة إسماعيل راغب باشا                             | إسماعيل راغب باشا               |
| 15      | عمر لطفي باشا :307:111:117                                           |                                                                                          | ناظر الجهادية والبحرية                                                                     | من: 25 يوليو 1882 حتى: 21 أغسطس 1882                                                 | نظارة إسماعيل راغب باشا                             | إسماعيل راغب باشا               |
| 15      | عمر لطفي باشا :307:111:117                                           | إفلن وود "يناير 1883 - أبريل 1885" :21 فرنسيس جرنفل "أبريل 1885 - مارس 1892" :21         | ناظر الجهادية والبحرية                                                                     | من: 21 أغسطس 1882 حتى: 10 يناير 1884                                                 | نظارة محمد شريف باشا الرابعة                        | محمد شريف باشا                  |
| 16      | عبد القادر حلمي باشا :307:117:122                                    | إفلن وود "يناير 1883 - أبريل 1885" :21 فرنسيس جرنفل "أبريل 1885 - مارس 1892" :21         | ناظر الحربية والبحرية                                                                      | من: 10 يناير 1884 حتى: 10 مارس 1887                                                  | نظارة نوبار باشا الثانية                            | نوبار باشا                      |
| 17      | مصطفى فهمي باشا :308:307:123:126                                     | فرنسيس جرنفل "أبريل 1885 - مارس 1892" :21                                                | ناظر الحربية والبحرية                                                                      | من: 10 مارس 1887 حتى: 9 يونيو 1888                                                   | نظارة نوبار باشا الثانية                            | نوبار باشا                      |
| 17      | مصطفى فهمي باشا :308:307:123:126                                     | فرنسيس جرنفل "أبريل 1885 - مارس 1892" :21                                                | ناظر الحربية والبحرية                                                                      | من: 9 يونيو 1888 حتى: 12 مايو 1891                                                   | نظارة مصطفى رياض باشا الثانية                       | مصطفى رياض باشا                 |
| 18      | يوسف شهدي باشا :308:137:140                                          | فرنسيس جرنفل "أبريل 1885 - مارس 1892" :21                                                | ناظر الحربية والبحرية                                                                      | من: 14 مايو 1891 حتى: 17 يناير 1892                                                  | نظارة مصطفى فهمي باشا الأولى                        | مصطفى فهمي باشا                 |
| 18      | يوسف شهدي باشا :308:137:140                                          | فرنسيس جرنفل "أبريل 1885 - مارس 1892" :21 هربرت كتشنر "أبريل 1892 - ديسمبر 1899" :21     | ناظر الحربية والبحرية                                                                      | من: 17 يناير 1892 حتى: 15 يناير 1893                                                 | نظارة مصطفى فهمي باشا الثانية                       | مصطفى فهمي باشا                 |
| 18      | يوسف شهدي باشا :308:137:140                                          | هربرت كتشنر "أبريل 1892 - ديسمبر 1899" :21                                               | ناظر الحربية والبحرية                                                                      | من: 15 يناير 1893 حتى: 18 يناير 1893                                                 | نظارة حسين فخري باشا                                | حسين فخري باشا                  |
| 18      | يوسف شهدي باشا :308:137:140                                          | هربرت كتشنر "أبريل 1892 - ديسمبر 1899" :21                                               | ناظر الحربية والبحرية                                                                      | من: 19 يناير 1893 حتى: 15 أبريل 1894                                                 | نظارة مصطفى رياض باشا الثالثة                       | مصطفى رياض باشا                 |
| 17 (2)  | مصطفى فهمي باشا :309:141:143                                         | هربرت كتشنر "أبريل 1892 - ديسمبر 1899" :21                                               | ناظر الحربية والبحرية                                                                      | من: 15 أبريل 1894 حتى: 12 نوفمبر 1895                                                | نظارة نوبار باشا الثالثة                            | نوبار باشا                      |
| 19      | محمد عباني باشا :309:144:146                                         | هربرت كتشنر "أبريل 1892 - ديسمبر 1899" :21 ريجنالد ونجت "ديسمبر 1899 - مارس 1919" :21:22 | ناظر الحربية والبحرية                                                                      | من: 12 نوفمبر 1895 حتى: 11 نوفمبر 1908                                               | نظارة مصطفى فهمي باشا الثالثة                       | مصطفى فهمي باشا                 |
| 20      | إسماعيل سري باشا :309:149:209                                        | ريجنالد ونجت "ديسمبر 1899 - مارس 1919" :21:22                                            | ناظر الحربية والبحرية                                                                      | من: 12 نوفمبر 1908 حتى: 21 فبراير 1910                                               | نظارة بطرس غالي باشا                                | بطرس غالي باشا                  |
| 20      | إسماعيل سري باشا :309:149:209                                        | ريجنالد ونجت "ديسمبر 1899 - مارس 1919" :21:22                                            | ناظر الحربية والبحرية                                                                      | من: 23 فبراير 1910 حتى: 5 أبريل 1914                                                 | نظارة محمد سعيد باشا الأولى                         | محمد سعيد باشا                  |
| 20      | إسماعيل سري باشا :309:149:209                                        | ريجنالد ونجت "ديسمبر 1899 - مارس 1919" :21:22                                            | ناظر الحربية والبحرية                                                                      | من: 5 أبريل 1914 حتى: 19 ديسمبر 1914                                                 | نظارة حسين رشدي باشا الأولى                         | حسين رشدي باشا                  |
| 20 (2)  | إسماعيل سري باشا :309:149:209                                        | ريجنالد ونجت "ديسمبر 1899 - مارس 1919" :21:22                                            | وزارة الحربية والبحرية                                                                     | من: 19 ديسمبر 1914 حتى: 9 أكتوبر 1917                                                | وزارة حسين رشدي باشا الثانية                        | حسين رشدي باشا                  |
| 20 (2)  | إسماعيل سري باشا :309:149:209                                        | ريجنالد ونجت "ديسمبر 1899 - مارس 1919" :21:22 لي ستاك "أبريل 1919 - نوفمبر 1924" :22     | وزارة الحربية والبحرية                                                                     | من: 10 أكتوبر 1917 حتى: 9 أبريل 1919                                                 | وزارة حسين رشدي باشا الثالثة                        | حسين رشدي باشا                  |
| 21      | حسن حسيب باشا :310:209:211                                           | لي ستاك "أبريل 1919 - نوفمبر 1924" :22                                                   | وزارة الحربية والبحرية                                                                     | من: 9 أبريل 1919 حتى: 22 أبريل 1919                                                  | وزارة حسين رشدي باشا الرابعة                        | حسين رشدي باشا                  |
| 20 (3)  | إسماعيل سري باشا :310:211:218                                        | لي ستاك "أبريل 1919 - نوفمبر 1924" :22                                                   | وزارة الحربية والبحرية                                                                     | من: 20 مايو 1919 حتى: 21 فبراير 1920                                                 | وزارة محمد سعيد باشا الثانية                        | محمد سعيد باشا                  |
| 20 (3)  | إسماعيل سري باشا :310:211:218                                        | لي ستاك "أبريل 1919 - نوفمبر 1924" :22                                                   | وزارة الحربية والبحرية                                                                     | من: 20 مايو 1919 حتى: 21 فبراير 1920                                                 | وزارة يوسف وهبة باشا                                | يوسف وهبة باشا                  |
| 22      | محمد شفيق باشا :310:218:241                                          | لي ستاك "أبريل 1919 - نوفمبر 1924" :22                                                   | وزارة الحربية والبحرية                                                                     | من: 4 مارس 1920 حتى: مايو 1921                                                       | وزارة يوسف وهبة باشا                                | يوسف وهبة باشا                  |
| 22      | محمد شفيق باشا :310:218:241                                          | لي ستاك "أبريل 1919 - نوفمبر 1924" :22                                                   | وزارة الحربية والبحرية                                                                     | من: 4 مارس 1920 حتى: مايو 1921                                                       | وزارة محمد توفيق نسيم باشا الأولى                   | محمد توفيق نسيم باشا            |
| 22      | محمد شفيق باشا :310:218:241                                          | لي ستاك "أبريل 1919 - نوفمبر 1924" :22                                                   | وزارة الحربية والبحرية                                                                     | من: 4 مارس 1920 حتى: مايو 1921                                                       | وزارة عدلي يكن باشا الأولى                          | عدلي يكن باشا                   |
| 23      | إبراهيم فتحي باشا :311:241:249                                       | لي ستاك "أبريل 1919 - نوفمبر 1924" :22                                                   | وزارة الحربية والبحرية                                                                     | من: مايو 1921 حتى: 29 نوفمبر 1922                                                    | وزارة عدلي يكن باشا الأولى                          | عدلي يكن باشا                   |
| 23      | إبراهيم فتحي باشا :311:241:249                                       | لي ستاك "أبريل 1919 - نوفمبر 1924" :22                                                   | وزارة الحربية والبحرية                                                                     | من: مايو 1921 حتى: 29 نوفمبر 1922                                                    | وزارة عبد الخالق ثروت باشا الأولى                   | عبد الخالق ثروت باشا            |
| 24      | محمود عزمي باشا :311:250:264                                         | لي ستاك "أبريل 1919 - نوفمبر 1924" :22                                                   | وزارة الحربية والبحرية                                                                     | من: 30 نوفمبر 1922 حتى: 27 يناير 1924                                                | وزارة محمد توفيق نسيم باشا الثانية                  | محمد توفيق نسيم باشا            |
| 24      | محمود عزمي باشا :311:250:264                                         | لي ستاك "أبريل 1919 - نوفمبر 1924" :22                                                   | وزارة الحربية والبحرية                                                                     | من: 30 نوفمبر 1922 حتى: 27 يناير 1924                                                | وزارة يحيى إبراهيم باشا                             | يحيي إبراهيم باشا               |
| 21 (2)  | حسن حسيب باشا :311:265:280                                           | لي ستاك "أبريل 1919 - نوفمبر 1924" :22                                                   | وزارة الحربية والبحرية                                                                     | من: 28 يناير 1924 حتى: 24 نوفمبر 1924                                                | وزارة سعد زغلول باشا                                | سعد زغلول باشا                  |
| 25      | محمد صادق يحيى باشا :311:282:285                                     |                                                                                          | وزارة الحربية والبحرية                                                                     | من: 24 نوفمبر 1924 حتى: 13 مارس 1925                                                 | وزارة أحمد زيور باشا الأولى                         | أحمد زيور باشا                  |
| 26      | موسى فؤاد باشا :312:285:296                                          | من: 13 مارس 1925 حتى: 7 يونيو 1926                                                       | وزارة الحربية والبحرية                                                                     | وزارة أحمد زيور باشا الثانية                                                         |                                                     | أحمد زيور باشا                  |
| 27      | أحمد خشبة بك :312:296:305                                            | من: 7 يونيو 1926 حتى: 21 أبريل 1927                                                      | وزارة الحربية والبحرية                                                                     | وزارة عدلي يكن باشا الثانية                                                          | عدلي يكن باشا                                       |                                 |
| 28      | جعفر ولي باشا :312:305:334                                           | من: 25 أبريل 1927 حتى: 2 أكتوبر 1929                                                     | وزارة الحربية والبحرية                                                                     | وزارة عبد الخالق ثروت باشا الثانية                                                   | عبد الخالق ثروت باشا                                |                                 |
| 28      | جعفر ولي باشا :312:305:334                                           | من: 25 أبريل 1927 حتى: 2 أكتوبر 1929                                                     | وزارة الحربية والبحرية                                                                     | وزارة مصطفى النحاس باشا الأولى                                                       | مصطفى النحاس باشا                                   |                                 |
| 28      | جعفر ولي باشا :312:305:334                                           | من: 25 أبريل 1927 حتى: 2 أكتوبر 1929                                                     | وزارة الحربية والبحرية                                                                     | وزارة محمد محمود باشا الأولى                                                         | محمد محمود باشا                                     |                                 |
| 29      | محمد أفلاطون باشا :312:337:340                                       | من: 3 أكتوبر 1929 حتى: 1 يناير 1930                                                      | وزارة الحربية والبحرية                                                                     | وزارة عدلي يكن باشا الثالثة                                                          | عدلي يكن باشا                                       |                                 |
| 21 (3)  | حسن حسيب باشا :312:340:354                                           | من: 1 يناير 1930 حتى: 19 يونيو 1930                                                      | وزارة الحربية والبحرية                                                                     | وزارة مصطفى النحاس باشا الثانية                                                      | مصطفى النحاس باشا                                   |                                 |
| 30      | محمد توفيق رفعت باشا :313:354:360                                    | من: 19 يونيو 1930 حتى: 22 يونيو 1931                                                     | وزارة الحربية والبحرية                                                                     | وزارة إسماعيل صدقي باشا الأولى                                                       | إسماعيل صدقي باشا                                   |                                 |
| 31      | علي جمال الدين باشا :313:360:364                                     | من: 22 يونيو 1931 حتى: 4 يناير 1933                                                      | وزارة الحربية والبحرية                                                                     | وزارة إسماعيل صدقي باشا الأولى                                                       | إسماعيل صدقي باشا                                   |                                 |
| 31      | علي جمال الدين باشا :313:360:364                                     | من: 4 يناير 1933 حتى: 27 سبتمبر 1933                                                     | وزارة الحربية والبحرية                                                                     | وزارة إسماعيل صدقي باشا الثانية                                                      | إسماعيل صدقي باشا                                   |                                 |
| 32      | صليب سامي بك :313:365:374                                            | من: 27 سبتمبر 1933 حتى: 14 نوفمبر 1934                                                   | وزارة الحربية والبحرية                                                                     | وزارة عبد الفتاح يحيي باشا                                                           | عبد الفتاح يحيي باشا                                |                                 |
| 33      | محمد توفيق عبد الله باشا :313:374:379                                | من: 14 نوفمبر 1934 حتى: 30 يناير 1936                                                    | وزارة الحربية والبحرية                                                                     | وزارة محمد توفيق نسيم باشا الثالثة                                                   | محمد توفيق نسيم باشا                                |                                 |
| 34      | علي صدقي باشا :313:379:382                                           | من: 30 يناير 1936 حتى: 9 مايو 1936                                                       | وزارة الحربية والبحرية                                                                     | وزارة علي ماهر باشا الأولى                                                           | علي ماهر باشا                                       |                                 |
| 35      | علي فهمي باشا :313:383:392                                           | من: 9 مايو 1936 حتى: 1 أغسطس 1937                                                        | وزارة الحربية والبحرية                                                                     | وزارة مصطفى النحاس باشا الثالثة                                                      | مصطفى النحاس باشا                                   |                                 |
| 36      | أحمد حمدي سيف النصر باشا :314:392:403                                | من: 1 أغسطس 1937 حتى: 30 ديسمبر 1937                                                     | وزارة الحربية والبحرية                                                                     | وزارة مصطفى النحاس باشا الرابعة                                                      | مصطفى النحاس باشا                                   |                                 |
| 37      | حسين رفقي باشا :314:407:410                                          | من: 30 ديسمبر 1937 حتى: 27 أبريل 1938                                                    | وزارة الحربية والبحرية                                                                     | وزارة محمد محمود باشا الثانية                                                        | محمد محمود باشا                                     |                                 |
| 38      | حسن صبري باشا :314:410:418                                           | من: 27 أبريل 1938 حتى: 17 يناير 1939                                                     | وزارة الحربية والبحرية                                                                     | وزارة محمد محمود باشا الثالثة                                                        | محمد محمود باشا                                     |                                 |
| 38      | حسن صبري باشا :314:410:418                                           | من: 27 أبريل 1938 حتى: 17 يناير 1939                                                     | وزارة الحربية والبحرية                                                                     | وزارة محمد محمود باشا الرابعة                                                        | محمد محمود باشا                                     |                                 |
| 39      | حسين سري باشا :314:414:418                                           | من: 17 يناير 1939 حتى: 18 أغسطس 1939                                                     | وزارة الحربية والبحرية                                                                     | وزارة محمد محمود باشا الرابعة                                                        | محمد محمود باشا                                     |                                 |
| 40      | محمد صالح حرب باشا :314:418:421                                      | وزير الدفاع الوطني                                                                       | من: 18 أغسطس 1939 حتى: 27 يونيو 1940                                                       | وزارة علي ماهر باشا الثانية                                                          | علي ماهر باشا                                       |                                 |
| 41      | محمود فهمي القيسي باشا :314:421:425                                  | وزير الدفاع الوطني                                                                       | من: 27 يونيو 1940 حتى: 14 نوفمبر 1940                                                      | وزارة حسن صبري باشا                                                                  | حسن صبري باشا                                       |                                 |
| 42      | يونس صالح باشا :315:425:428                                          | وزير الدفاع الوطني                                                                       | من: 15 نوفمبر 1940 حتى: 5 ديسمبر 1940                                                      | وزارة حسين سري باشا الأولى                                                           | حسين سري باشا                                       |                                 |
| 43      | حسن صادق باشا :315:429:438                                           | وزير الدفاع الوطني                                                                       | من: 5 ديسمبر 1940 حتى: 4 فبراير 1942                                                       | وزارة حسين سري باشا الأولى                                                           | حسين سري باشا                                       |                                 |
| 43      | حسن صادق باشا :315:429:438                                           | وزير الدفاع الوطني                                                                       | من: 5 ديسمبر 1940 حتى: 4 فبراير 1942                                                       | وزارة حسين سري باشا الثانية                                                          | حسين سري باشا                                       |                                 |
| 36 (2)  | أحمد حمدي سيف النصر باشا :315:436:460                                | وزير الدفاع الوطني                                                                       | من: 4 فبراير 1942 حتى: 8 أكتوبر 1944                                                       | وزارة مصطفى النحاس باشا الخامسة                                                      | مصطفى النحاس باشا                                   |                                 |
| 36 (2)  | أحمد حمدي سيف النصر باشا :315:436:460                                | وزير الدفاع الوطني                                                                       | من: 4 فبراير 1942 حتى: 8 أكتوبر 1944                                                       | وزارة مصطفى النحاس باشا السادسة                                                      | مصطفى النحاس باشا                                   |                                 |
| 44      | السيد سليم :315:460:479                                              | وزير الدفاع الوطني                                                                       | من: 8 أكتوبر 1944 حتى: 15 فبراير 1946                                                      | وزارة أحمد ماهر باشا الأولى                                                          | أحمد ماهر باشا                                      |                                 |
| 44      | السيد سليم :315:460:479                                              | وزير الدفاع الوطني                                                                       | من: 8 أكتوبر 1944 حتى: 15 فبراير 1946                                                      | وزارة أحمد ماهر باشا الثانية                                                         | أحمد ماهر باشا                                      |                                 |
| 44      | السيد سليم :315:460:479                                              | وزير الدفاع الوطني                                                                       | من: 8 أكتوبر 1944 حتى: 15 فبراير 1946                                                      | وزارة محمود فهمي النقراشي باشا الأولى                                                | محمود فهمي النقراشي باشا                            |                                 |
| 45      | أحمد عطية باشا :316:479:487                                          | وزير الدفاع الوطني                                                                       | من: 16 فبراير 1946 حتى: 19 نوفمبر 1947                                                     | وزارة إسماعيل صدقي باشا الثالثة                                                      | إسماعيل صدقي باشا                                   |                                 |
| 45      | أحمد عطية باشا :316:479:487                                          | وزير الدفاع الوطني                                                                       | من: 16 فبراير 1946 حتى: 19 نوفمبر 1947                                                     | وزارة محمود فهمي النقراشي باشا الثانية                                               | محمود فهمي النقراشي باشا                            |                                 |
| 46      | محمد حيدر باشا :316:487:501                                          | وزير الدفاع الوطني                                                                       | من: 19 نوفمبر 1947 حتى: 12 يناير 1950                                                      | وزارة محمود فهمي النقراشي باشا الثانية                                               | محمود فهمي النقراشي باشا                            |                                 |
| 46 (2)  | محمد حيدر باشا :316:487:501                                          | وزير الحربية والبحرية                                                                    | من: 19 نوفمبر 1947 حتى: 12 يناير 1950                                                      | وزارة إبراهيم عبد الهادي باشا                                                        | إبراهيم عبد الهادي باشا                             |                                 |
| 46 (2)  | محمد حيدر باشا :316:487:501                                          | وزير الحربية والبحرية                                                                    | من: 19 نوفمبر 1947 حتى: 12 يناير 1950                                                      | وزارة حسين سري باشا الثالثة                                                          | حسين سري باشا                                       |                                 |
| 46 (2)  | محمد حيدر باشا :316:487:501                                          | وزير الحربية والبحرية                                                                    | من: 19 نوفمبر 1947 حتى: 12 يناير 1950                                                      | وزارة حسين سري باشا الرابعة                                                          | حسين سري باشا                                       |                                 |
| 47      | مصطفى نصرت باشا :317:501:516                                         | وزير الحربية والبحرية                                                                    | محمد حيدر باشا (15 فبراير 1950 - 12 نوفمبر 1950) :272 (29 أبريل 1951 - 23 يوليو 1952) :288 | من: 12 يناير 1950 حتى: 27 يناير 1952                                                 | وزارة مصطفى النحاس باشا السابعة                     | مصطفى النحاس باشا               |
| 48      | علي ماهر باشا :317:516:519                                           | وزير الحربية والبحرية                                                                    | محمد حيدر باشا (15 فبراير 1950 - 12 نوفمبر 1950) :272 (29 أبريل 1951 - 23 يوليو 1952) :288 | من: 27 يناير 1952 حتى: 1 مارس 1952                                                   | وزارة علي ماهر باشا الثالثة                         | علي ماهر باشا                   |
| 49      | أحمد مرتضى المراغي باشا :317:519:523                                 | وزير الحربية والبحرية                                                                    | محمد حيدر باشا (15 فبراير 1950 - 12 نوفمبر 1950) :272 (29 أبريل 1951 - 23 يوليو 1952) :288 | من: 1 مارس 1952 حتى: 2 يوليو 1952                                                    | وزارة أحمد نجيب الهلالي باشا الأولى                 | أحمد نجيب الهلالي باشا          |
| 39 (2)  | حسين سري باشا :317:523:526                                           | وزير الحربية والبحرية                                                                    | محمد حيدر باشا (15 فبراير 1950 - 12 نوفمبر 1950) :272 (29 أبريل 1951 - 23 يوليو 1952) :288 | من: 2 يوليو 1952 حتى: 22 يوليو 1952                                                  | وزارة حسين سري باشا الخامسة                         | حسين سري باشا                   |
| 50      | إسماعيل شيرين بك :318:526:527                                        | وزير الحربية والبحرية                                                                    | محمد حيدر باشا (15 فبراير 1950 - 12 نوفمبر 1950) :272 (29 أبريل 1951 - 23 يوليو 1952) :288 | من: 22 يوليو 1952 حتى: 23 يوليو 1952                                                 | وزارة أحمد نجيب الهلالي باشا الثانية                | أحمد نجيب الهلالي باشا          |
| 48 (2)  | علي ماهر باشا :317:527:529                                           | وزير الحربية والبحرية                                                                    | محمد نجيب السلاح/الفرع: مشاة آخر رتبة: فريق                                                | من: 24 يوليو 1952 حتى: 7 سبتمبر 1952                                                 | وزارة علي ماهر باشا الرابعة                         | علي ماهر باشا                   |
| 51      | محمد نجيب السلاح/الفرع: مشاة آخر رتبة: فريق :318                     | محمد نجيب السلاح/الفرع: مشاة آخر رتبة: فريق :318                                         | من: 8 سبتمبر 1952 حتى: 18 يونيو 1953                                                       | وزارة محمد نجيب الأولى                                                               | محمد نجيب                                           |                                 |
| 52      | عبد اللطيف البغدادي السلاح/الفرع: الطيران :318                       | وزير الحربية والبحرية                                                                    | عبد الحكيم عامر السلاح/الفرع: مشاة آخر رتبة: مشير                                          | من: 18 يونيو 1953 حتى: 25 فبراير 1954                                                | وزارة محمد نجيب الثانية                             | محمد نجيب                       |
| 52 (2)  | عبد اللطيف البغدادي السلاح/الفرع: الطيران :318                       | وزير الحربية                                                                             | عبد الحكيم عامر السلاح/الفرع: مشاة آخر رتبة: مشير                                          | من: 25 فبراير 1954 حتى: 27 فبراير 1954                                               | وزارة جمال عبد الناصر الأولى                        | جمال عبد الناصر                 |
| 52 (2)  | عبد اللطيف البغدادي السلاح/الفرع: الطيران :318                       | وزير الحربية                                                                             | عبد الحكيم عامر السلاح/الفرع: مشاة آخر رتبة: مشير                                          | من: 27 فبراير 1954 حتى: 8 مارس 1954                                                  | وزارة جمال عبد الناصر الأولى                        | جمال عبد الناصر                 |
| 52 (2)  | عبد اللطيف البغدادي السلاح/الفرع: الطيران :318                       | وزير الحربية                                                                             | عبد الحكيم عامر السلاح/الفرع: مشاة آخر رتبة: مشير                                          | من: 8 مارس 1954 حتى: 17 أبريل 1954                                                   | وزارة محمد نجيب الثالثة                             | محمد نجيب                       |
| 53      | حسين الشافعي السلاح/الفرع: الفرسان/المدرعات :319                     | وزير الحربية                                                                             | عبد الحكيم عامر السلاح/الفرع: مشاة آخر رتبة: مشير                                          | من: 17 أبريل 1954 حتى: 31 أغسطس 1954                                                 | وزارة جمال عبد الناصر الثانية                       | جمال عبد الناصر                 |
| 54      | عبد الحكيم عامر السلاح/الفرع: مشاة آخر رتبة: مشير :320               | عبد الحكيم عامر السلاح/الفرع: مشاة آخر رتبة: مشير :320                                   | من: 31 أغسطس 1954 حتى: 29 سبتمبر 1962                                                      | وزارة جمال عبد الناصر الثانية                                                        |                                                     | جمال عبد الناصر                 |
| 54      | عبد الحكيم عامر السلاح/الفرع: مشاة آخر رتبة: مشير :320               | عبد الحكيم عامر السلاح/الفرع: مشاة آخر رتبة: مشير :320                                   | من: 31 أغسطس 1954 حتى: 29 سبتمبر 1962                                                      | وزارة جمال عبد الناصر الثالثة                                                        |                                                     | جمال عبد الناصر                 |
| 54      | عبد الحكيم عامر السلاح/الفرع: مشاة آخر رتبة: مشير :320               | عبد الحكيم عامر السلاح/الفرع: مشاة آخر رتبة: مشير :320                                   | من: 31 أغسطس 1954 حتى: 29 سبتمبر 1962                                                      | وزارة جمال عبد الناصر الرابعة                                                        | جمال عبد الناصر                                     |                                 |
| 54      | عبد الحكيم عامر السلاح/الفرع: مشاة آخر رتبة: مشير :320               | عبد الحكيم عامر السلاح/الفرع: مشاة آخر رتبة: مشير :320                                   | من: 31 أغسطس 1954 حتى: 29 سبتمبر 1962                                                      | وزارة نور الدين طراف (المجلس التنفيذي للإقليم المصري) وزارة جمال عبد الناصر الخامسة  | نور الدين طراف رئيس المجلس التنفيذي للإقليم المصري  |                                 |
| 54      | عبد الحكيم عامر السلاح/الفرع: مشاة آخر رتبة: مشير :320               | عبد الحكيم عامر السلاح/الفرع: مشاة آخر رتبة: مشير :320                                   | من: 31 أغسطس 1954 حتى: 29 سبتمبر 1962                                                      | وزارة كمال الدين حسين (المجلس التنفيذي للإقليم المصري) وزارة جمال عبد الناصر السادسة | كمال الدين حسين رئيس المجلس التنفيذي للإقليم المصري |                                 |
| 54      | عبد الحكيم عامر السلاح/الفرع: مشاة آخر رتبة: مشير :320               | عبد الحكيم عامر السلاح/الفرع: مشاة آخر رتبة: مشير :320                                   | من: 31 أغسطس 1954 حتى: 29 سبتمبر 1962                                                      | وزارة جمال عبد الناصر السابعة                                                        | جمال عبد الناصر                                     |                                 |
| 54      | عبد الحكيم عامر السلاح/الفرع: مشاة آخر رتبة: مشير :320               | عبد الحكيم عامر السلاح/الفرع: مشاة آخر رتبة: مشير :320                                   | من: 31 أغسطس 1954 حتى: 29 سبتمبر 1962                                                      | وزارة جمال عبد الناصر الثامنة                                                        | جمال عبد الناصر                                     |                                 |
| 55      | عبد الوهاب البشري :320                                               | عبد الحكيم عامر السلاح/الفرع: مشاة آخر رتبة: مشير :320                                   | من: 29 سبتمبر 1962 حتى: 10 سبتمبر 1966                                                     | وزارة علي صبري الأولى                                                                | علي صبري                                            |                                 |
| 55      | عبد الوهاب البشري :320                                               | عبد الحكيم عامر السلاح/الفرع: مشاة آخر رتبة: مشير :320                                   | من: 29 سبتمبر 1962 حتى: 10 سبتمبر 1966                                                     | وزارة علي صبري الثانية                                                               | علي صبري                                            |                                 |
| 55      | عبد الوهاب البشري :320                                               | عبد الحكيم عامر السلاح/الفرع: مشاة آخر رتبة: مشير :320                                   | من: 29 سبتمبر 1962 حتى: 10 سبتمبر 1966                                                     | وزارة زكريا محيي الدين                                                               | زكريا محيي الدين                                    |                                 |
| 56      | شمس الدين بدران :320                                                 | عبد الحكيم عامر السلاح/الفرع: مشاة آخر رتبة: مشير :320                                   | من: 10 سبتمبر 1966 حتى: 11 يونيو 1967                                                      | وزارة صدقي سليمان                                                                    | محمد صدقي سليمان                                    |                                 |
|         | لا يوجد                                                              | محمد فوزي السلاح/الفرع: مدفعية آخر رتبة: فريق أول :167                                   | من: 11 يونيو 1967 حتى: 18 يونيو 1967                                                       | وزارة صدقي سليمان                                                                    | محمد صدقي سليمان                                    |                                 |
| 55 (2)  | عبد الوهاب البشري :320                                               | محمد فوزي السلاح/الفرع: مدفعية آخر رتبة: فريق أول :167                                   | وزير الحربية والإنتاج الحربي                                                               | من: 19 يونيو 1967 حتى: 22 يوليو 1967                                                 | وزارة جمال عبد الناصر التاسعة                       | جمال عبد الناصر                 |
| 57      | أمين هويدي :321                                                      | محمد فوزي السلاح/الفرع: مدفعية آخر رتبة: فريق أول :167                                   | وزير الحربية                                                                               | من: 22 يوليو 1967 حتى: 24 يناير 1968                                                 | وزارة جمال عبد الناصر التاسعة                       | جمال عبد الناصر                 |
| 58      | محمد فوزي السلاح/الفرع: مدفعية آخر رتبة: فريق أول :321               | محمد فوزي السلاح/الفرع: مدفعية آخر رتبة: فريق أول :321                                   | وزير الحربية                                                                               | من: 24 يناير 1968 حتى: 14 مايو 1971                                                  | وزارة جمال عبد الناصر التاسعة                       | جمال عبد الناصر                 |
| 58      | محمد فوزي السلاح/الفرع: مدفعية آخر رتبة: فريق أول :321               | محمد فوزي السلاح/الفرع: مدفعية آخر رتبة: فريق أول :321                                   | وزير الحربية                                                                               | من: 24 يناير 1968 حتى: 14 مايو 1971                                                  | وزارة جمال عبد الناصر العاشرة                       | جمال عبد الناصر                 |
| 58      | محمد فوزي السلاح/الفرع: مدفعية آخر رتبة: فريق أول :321               | محمد فوزي السلاح/الفرع: مدفعية آخر رتبة: فريق أول :321                                   | وزير الحربية                                                                               | من: 24 يناير 1968 حتى: 14 مايو 1971                                                  | وزارة محمود فوزي الأولى                             | محمود فوزي                      |
| 58      | محمد فوزي السلاح/الفرع: مدفعية آخر رتبة: فريق أول :321               | محمد فوزي السلاح/الفرع: مدفعية آخر رتبة: فريق أول :321                                   | وزير الحربية                                                                               | من: 24 يناير 1968 حتى: 14 مايو 1971                                                  | وزارة محمود فوزي الثانية                            | محمود فوزي                      |
| 59      | محمد صادق السلاح/الفرع: مشاة آخر رتبة: فريق أول :321                 | محمد صادق السلاح/الفرع: مشاة آخر رتبة: فريق أول :321                                     | وزير الحربية                                                                               | من: 14 مايو 1971 حتى: 26 أكتوبر 1972                                                 | وزارة محمود فوزي الثالثة                            | محمود فوزي                      |
| 59      | محمد صادق السلاح/الفرع: مشاة آخر رتبة: فريق أول :321                 | محمد صادق السلاح/الفرع: مشاة آخر رتبة: فريق أول :321                                     | وزير الحربية                                                                               | من: 14 مايو 1971 حتى: 26 أكتوبر 1972                                                 | وزارة محمود فوزي الرابعة                            | محمود فوزي                      |
| 59      | محمد صادق السلاح/الفرع: مشاة آخر رتبة: فريق أول :321                 | محمد صادق السلاح/الفرع: مشاة آخر رتبة: فريق أول :321                                     | وزير الحربية                                                                               | من: 14 مايو 1971 حتى: 26 أكتوبر 1972                                                 | وزارة عزيز صدقي                                     | عزيز صدقي                       |
| 60      | أحمد إسماعيل علي السلاح/الفرع: مشاة آخر رتبة: مشير :321              | أحمد إسماعيل علي السلاح/الفرع: مشاة آخر رتبة: مشير :321                                  | وزير الحربية                                                                               | من: 26 أكتوبر 1972 حتى: 25 ديسمبر 1974                                               | وزارة عزيز صدقي                                     | عزيز صدقي                       |
| 60      | أحمد إسماعيل علي السلاح/الفرع: مشاة آخر رتبة: مشير :321              | أحمد إسماعيل علي السلاح/الفرع: مشاة آخر رتبة: مشير :321                                  | وزير الحربية                                                                               | من: 26 أكتوبر 1972 حتى: 25 ديسمبر 1974                                               | وزارة أنور السادات الأولى                           | محمد أنور السادات               |
| 60      | أحمد إسماعيل علي السلاح/الفرع: مشاة آخر رتبة: مشير :321              | أحمد إسماعيل علي السلاح/الفرع: مشاة آخر رتبة: مشير :321                                  | وزير الحربية                                                                               | من: 26 أكتوبر 1972 حتى: 25 ديسمبر 1974                                               | وزارة أنور السادات الثانية                          | محمد أنور السادات               |
| 60      | أحمد إسماعيل علي السلاح/الفرع: مشاة آخر رتبة: مشير :321              | أحمد إسماعيل علي السلاح/الفرع: مشاة آخر رتبة: مشير :321                                  | وزير الحربية                                                                               | من: 26 أكتوبر 1972 حتى: 25 ديسمبر 1974                                               | وزارة عبد العزيز حجازي                              | عبد العزيز حجازي                |
| 61      | محمد عبد الغني الجمسي السلاح/الفرع: فرسان/مدرعات آخر رتبة: مشير :322 | محمد عبد الغني الجمسي السلاح/الفرع: فرسان/مدرعات آخر رتبة: مشير :322                     | وزير الحربية                                                                               | من: 28 ديسمبر 1974 حتى: 5 أكتوبر 1978                                                | وزارة عبد العزيز حجازي                              | عبد العزيز حجازي                |
| 61      | محمد عبد الغني الجمسي السلاح/الفرع: فرسان/مدرعات آخر رتبة: مشير :322 | محمد عبد الغني الجمسي السلاح/الفرع: فرسان/مدرعات آخر رتبة: مشير :322                     | وزير الحربية                                                                               | من: 28 ديسمبر 1974 حتى: 5 أكتوبر 1978                                                | وزارة ممدوح سالم الأولى                             | ممدوح سالم                      |
| 61 (2)  | محمد عبد الغني الجمسي السلاح/الفرع: فرسان/مدرعات آخر رتبة: مشير :322 | محمد عبد الغني الجمسي السلاح/الفرع: فرسان/مدرعات آخر رتبة: مشير :322                     | وزير الحربية والإنتاج الحربي                                                               | من: 28 ديسمبر 1974 حتى: 5 أكتوبر 1978                                                | وزارة ممدوح سالم الثانية                            | ممدوح سالم                      |
| 61 (2)  | محمد عبد الغني الجمسي السلاح/الفرع: فرسان/مدرعات آخر رتبة: مشير :322 | محمد عبد الغني الجمسي السلاح/الفرع: فرسان/مدرعات آخر رتبة: مشير :322                     | وزير الحربية والإنتاج الحربي                                                               | من: 28 ديسمبر 1974 حتى: 5 أكتوبر 1978                                                | وزارة ممدوح سالم الثالثة                            | ممدوح سالم                      |
| 61 (2)  | محمد عبد الغني الجمسي السلاح/الفرع: فرسان/مدرعات آخر رتبة: مشير :322 | محمد عبد الغني الجمسي السلاح/الفرع: فرسان/مدرعات آخر رتبة: مشير :322                     | وزير الحربية والإنتاج الحربي                                                               | من: 28 ديسمبر 1974 حتى: 5 أكتوبر 1978                                                | وزارة ممدوح سالم الرابعة                            | ممدوح سالم                      |
| 61 (2)  | محمد عبد الغني الجمسي السلاح/الفرع: فرسان/مدرعات آخر رتبة: مشير :322 | محمد عبد الغني الجمسي السلاح/الفرع: فرسان/مدرعات آخر رتبة: مشير :322                     | وزير الحربية والإنتاج الحربي                                                               | من: 28 ديسمبر 1974 حتى: 5 أكتوبر 1978                                                | وزارة ممدوح سالم الخامسة                            | ممدوح سالم                      |
| 62      | كمال الدين حسن علي السلاح/الفرع: فرسان/مدرعات :322                   | كمال الدين حسن علي السلاح/الفرع: فرسان/مدرعات :322                                       | وزير الدفاع والإنتاج الحربي                                                                | من: 5 أكتوبر 1978 حتى: 14 مايو 1980                                                  | وزارة مصطفى خليل الأولى                             | مصطفى خليل                      |
| 62      | كمال الدين حسن علي السلاح/الفرع: فرسان/مدرعات :322                   | كمال الدين حسن علي السلاح/الفرع: فرسان/مدرعات :322                                       | وزير الدفاع والإنتاج الحربي                                                                | من: 5 أكتوبر 1978 حتى: 14 مايو 1980                                                  | وزارة مصطفى خليل الثانية                            | مصطفى خليل                      |
| 63      | أحمد بدوي السلاح/الفرع: مشاة آخر رتبة: مشير :322                     | أحمد بدوي السلاح/الفرع: مشاة آخر رتبة: مشير :322                                         | وزير الدفاع والإنتاج الحربي                                                                | من: 14 مايو 1980 حتى: 2 مارس 1981                                                    | وزارة أنور السادات الثالثة                          | محمد أنور السادات               |
| 64      | محمد عبد الحليم أبو غزالة السلاح/الفرع: مدفعية آخر رتبة: مشير :322   | محمد عبد الحليم أبو غزالة السلاح/الفرع: مدفعية آخر رتبة: مشير :322                       | وزير الدفاع والإنتاج الحربي                                                                | من: 4 مارس 1981 حتى: 15 أبريل 1989                                                   | وزارة أنور السادات الثالثة                          | محمد أنور السادات               |
| 64      | محمد عبد الحليم أبو غزالة السلاح/الفرع: مدفعية آخر رتبة: مشير :322   | محمد عبد الحليم أبو غزالة السلاح/الفرع: مدفعية آخر رتبة: مشير :322                       | وزير الدفاع والإنتاج الحربي                                                                | من: 4 مارس 1981 حتى: 15 أبريل 1989                                                   | وزارة حسني مبارك                                    | محمد حسني مبارك                 |
| 64      | محمد عبد الحليم أبو غزالة السلاح/الفرع: مدفعية آخر رتبة: مشير :322   | محمد عبد الحليم أبو غزالة السلاح/الفرع: مدفعية آخر رتبة: مشير :322                       | وزير الدفاع والإنتاج الحربي                                                                | من: 4 مارس 1981 حتى: 15 أبريل 1989                                                   | وزارة فؤاد محيي الدين الأولى                        | أحمد فؤاد محيي الدين            |
| 64      | محمد عبد الحليم أبو غزالة السلاح/الفرع: مدفعية آخر رتبة: مشير :322   | محمد عبد الحليم أبو غزالة السلاح/الفرع: مدفعية آخر رتبة: مشير :322                       | وزير الدفاع والإنتاج الحربي                                                                | من: 4 مارس 1981 حتى: 15 أبريل 1989                                                   | وزارة فؤاد محيي الدين الثانية                       | أحمد فؤاد محيي الدين            |
| 64      | محمد عبد الحليم أبو غزالة السلاح/الفرع: مدفعية آخر رتبة: مشير :322   | محمد عبد الحليم أبو غزالة السلاح/الفرع: مدفعية آخر رتبة: مشير :322                       | وزير الدفاع والإنتاج الحربي                                                                | من: 4 مارس 1981 حتى: 15 أبريل 1989                                                   | وزارة كمال حسن علي                                  | كمال حسن علي                    |
| 64      | محمد عبد الحليم أبو غزالة السلاح/الفرع: مدفعية آخر رتبة: مشير :322   | محمد عبد الحليم أبو غزالة السلاح/الفرع: مدفعية آخر رتبة: مشير :322                       | وزير الدفاع والإنتاج الحربي                                                                | من: 4 مارس 1981 حتى: 15 أبريل 1989                                                   | وزارة علي لطفي                                      | علي لطفي                        |
| 64      | محمد عبد الحليم أبو غزالة السلاح/الفرع: مدفعية آخر رتبة: مشير :322   | محمد عبد الحليم أبو غزالة السلاح/الفرع: مدفعية آخر رتبة: مشير :322                       | وزير الدفاع والإنتاج الحربي                                                                | من: 4 مارس 1981 حتى: 15 أبريل 1989                                                   | وزارة عاطف صدقي الأولى                              | عاطف صدقي                       |
| 64      | محمد عبد الحليم أبو غزالة السلاح/الفرع: مدفعية آخر رتبة: مشير :322   | محمد عبد الحليم أبو غزالة السلاح/الفرع: مدفعية آخر رتبة: مشير :322                       | وزير الدفاع والإنتاج الحربي                                                                | من: 4 مارس 1981 حتى: 15 أبريل 1989                                                   | وزارة عاطف صدقي الثانية                             | عاطف صدقي                       |
| 65      | يوسف صبري أبو طالب السلاح/الفرع: مدفعية آخر رتبة: فريق أول           | يوسف صبري أبو طالب السلاح/الفرع: مدفعية آخر رتبة: فريق أول                               | وزير الدفاع والإنتاج الحربي                                                                | من: 15 أبريل 1989 حتى: 20 مايو 1991                                                  | وزارة عاطف صدقي الثانية                             | عاطف صدقي                       |
| 66      | محمد حسين طنطاوي السلاح/الفرع: مشاة آخر رتبة: مشير                   | محمد حسين طنطاوي السلاح/الفرع: مشاة آخر رتبة: مشير                                       | وزير الدفاع والإنتاج الحربي                                                                | من: 20 مايو 1991 حتى: 12 أغسطس 2012                                                  | وزارة عاطف صدقي الثانية                             | عاطف صدقي                       |
| 66      | محمد حسين طنطاوي السلاح/الفرع: مشاة آخر رتبة: مشير                   | محمد حسين طنطاوي السلاح/الفرع: مشاة آخر رتبة: مشير                                       | وزير الدفاع والإنتاج الحربي                                                                | من: 20 مايو 1991 حتى: 12 أغسطس 2012                                                  | وزارة عاطف صدقي الثالثة                             | عاطف صدقي                       |
| 66      | محمد حسين طنطاوي السلاح/الفرع: مشاة آخر رتبة: مشير                   | محمد حسين طنطاوي السلاح/الفرع: مشاة آخر رتبة: مشير                                       | وزير الدفاع والإنتاج الحربي                                                                | من: 20 مايو 1991 حتى: 12 أغسطس 2012                                                  | وزارة كمال الجنزوري الأولى                          | كمال الجنزوري                   |
| 66      | محمد حسين طنطاوي السلاح/الفرع: مشاة آخر رتبة: مشير                   | محمد حسين طنطاوي السلاح/الفرع: مشاة آخر رتبة: مشير                                       | وزير الدفاع والإنتاج الحربي                                                                | من: 20 مايو 1991 حتى: 12 أغسطس 2012                                                  | وزارة عاطف عبيد                                     | عاطف عبيد                       |
| 66      | محمد حسين طنطاوي السلاح/الفرع: مشاة آخر رتبة: مشير                   | محمد حسين طنطاوي السلاح/الفرع: مشاة آخر رتبة: مشير                                       | وزير الدفاع والإنتاج الحربي                                                                | من: 20 مايو 1991 حتى: 12 أغسطس 2012                                                  | وزارة أحمد نظيف الأولى                              | أحمد نظيف                       |
| 66      | محمد حسين طنطاوي السلاح/الفرع: مشاة آخر رتبة: مشير                   | محمد حسين طنطاوي السلاح/الفرع: مشاة آخر رتبة: مشير                                       | وزير الدفاع والإنتاج الحربي                                                                | من: 20 مايو 1991 حتى: 12 أغسطس 2012                                                  | وزارة أحمد نظيف الثانية                             | أحمد نظيف                       |
| 66      | محمد حسين طنطاوي السلاح/الفرع: مشاة آخر رتبة: مشير                   | محمد حسين طنطاوي السلاح/الفرع: مشاة آخر رتبة: مشير                                       | وزير الدفاع والإنتاج الحربي                                                                | من: 20 مايو 1991 حتى: 12 أغسطس 2012                                                  | وزارة أحمد شفيق                                     | أحمد شفيق                       |
| 66      | محمد حسين طنطاوي السلاح/الفرع: مشاة آخر رتبة: مشير                   | محمد حسين طنطاوي السلاح/الفرع: مشاة آخر رتبة: مشير                                       | وزير الدفاع والإنتاج الحربي                                                                | من: 20 مايو 1991 حتى: 12 أغسطس 2012                                                  | وزارة عصام شرف                                      | عصام شرف                        |
| 66      | محمد حسين طنطاوي السلاح/الفرع: مشاة آخر رتبة: مشير                   | محمد حسين طنطاوي السلاح/الفرع: مشاة آخر رتبة: مشير                                       | وزير الدفاع والإنتاج الحربي                                                                | من: 20 مايو 1991 حتى: 12 أغسطس 2012                                                  | وزارة كمال الجنزوري الثانية                         | كمال الجنزوري                   |
| 66      | محمد حسين طنطاوي السلاح/الفرع: مشاة آخر رتبة: مشير                   | محمد حسين طنطاوي السلاح/الفرع: مشاة آخر رتبة: مشير                                       | وزير الدفاع والإنتاج الحربي                                                                | من: 20 مايو 1991 حتى: 12 أغسطس 2012                                                  | وزارة هشام قنديل                                    | هشام قنديل                      |
| 67      | عبد الفتاح السيسي السلاح/الفرع: مشاة آخر رتبة: مشير                  | عبد الفتاح السيسي السلاح/الفرع: مشاة آخر رتبة: مشير                                      | وزير الدفاع والإنتاج الحربي                                                                | من: 12 أغسطس 2012 حتى: 26 مارس 2014                                                  | وزارة هشام قنديل                                    | هشام قنديل                      |
| 67      | عبد الفتاح السيسي السلاح/الفرع: مشاة آخر رتبة: مشير                  | عبد الفتاح السيسي السلاح/الفرع: مشاة آخر رتبة: مشير                                      | وزير الدفاع والإنتاج الحربي                                                                | من: 12 أغسطس 2012 حتى: 26 مارس 2014                                                  | وزارة حازم الببلاوي                                 | حازم الببلاوي                   |
| 67      | عبد الفتاح السيسي السلاح/الفرع: مشاة آخر رتبة: مشير                  | عبد الفتاح السيسي السلاح/الفرع: مشاة آخر رتبة: مشير                                      | وزير الدفاع والإنتاج الحربي                                                                | من: 12 أغسطس 2012 حتى: 26 مارس 2014                                                  | وزارة إبراهيم محلب الأولى                           | إبراهيم محلب                    |
| 68      | صدقي صبحي السلاح/الفرع: مشاة آخر رتبة: فريق أول                      | صدقي صبحي السلاح/الفرع: مشاة آخر رتبة: فريق أول                                          | وزير الدفاع والإنتاج الحربي                                                                | من: 27 مارس 2014 حتى: 5 يونيو 2018                                                   | وزارة إبراهيم محلب الأولى                           | إبراهيم محلب                    |
| 68      | صدقي صبحي السلاح/الفرع: مشاة آخر رتبة: فريق أول                      | صدقي صبحي السلاح/الفرع: مشاة آخر رتبة: فريق أول                                          | وزير الدفاع والإنتاج الحربي                                                                | من: 27 مارس 2014 حتى: 5 يونيو 2018                                                   | وزارة إبراهيم محلب الثانية                          | إبراهيم محلب                    |
| 68      | صدقي صبحي السلاح/الفرع: مشاة آخر رتبة: فريق أول                      | صدقي صبحي السلاح/الفرع: مشاة آخر رتبة: فريق أول                                          | وزير الدفاع والإنتاج الحربي                                                                | من: 27 مارس 2014 حتى: 5 يونيو 2018                                                   | وزارة شريف إسماعيل                                  | شريف إسماعيل                    |
| 69      | محمد زكي السلاح/الفرع: مشاة آخر رتبة: فريق أول                       | محمد زكي السلاح/الفرع: مشاة آخر رتبة: فريق أول                                           | وزير الدفاع والإنتاج الحربي                                                                | من: 14 يونيو 2018 حتى: 3 يونيو 2024                                                  | وزارة مصطفى مدبولي الأولى                           | مصطفى مدبولي                    |
| 70      | عبد المجيد صقر السلاح/الفرع: مدفعية آخر رتبة: فريق أول               | عبد المجيد صقر السلاح/الفرع: مدفعية آخر رتبة: فريق أول                                   | وزير الدفاع والإنتاج الحربي                                                                | من: 3 يوليو 2024 حتى الآن                                                            | وزارة مصطفى مدبولي الثانية                          | مصطفى مدبولي                    |